# Eppes
Eppes ist eine französische Gemeinde mit 438 Einwohnern (Stand 1. Januar 2022) im Département Aisne in der Region Hauts-de-France (vor 2016 Picardie). Sie gehört zum Arrondissement Laon und zum Kanton Laon-2.

## Geografie
Die Gemeinde Eppes liegt am Nordostrand des Höhenzuges Chemin des Dames, rund neun Kilometer östlich der Stadt Laon am Fluss Barentons. Am Nordrand der Gemeinde verläuft die Autoroute A26, am Nordwestrand eine alte Römerstraße. Nachbargemeinden von Eppes sind Samoussy im Norden, Coucy-lès-Eppes im Osten, Mauregny-en-Haye und Festieux im Südosten, Veslud im Süden, Parfondru im Westen sowie Athies-sous-Laon im Nordwesten.

## Bevölkerungsentwicklung
| Jahr                       | 1962 | 1968 | 1975 | 1982 | 1990 | 1999 | 2010 | 2021 |
| Einwohner                  | 320  | 289  | 290  | 373  | 359  | 349  | 411  | 432  |
| Quellen: Cassini und INSEE |      |      |      |      |      |      |      |      |

## Sehenswürdigkeiten

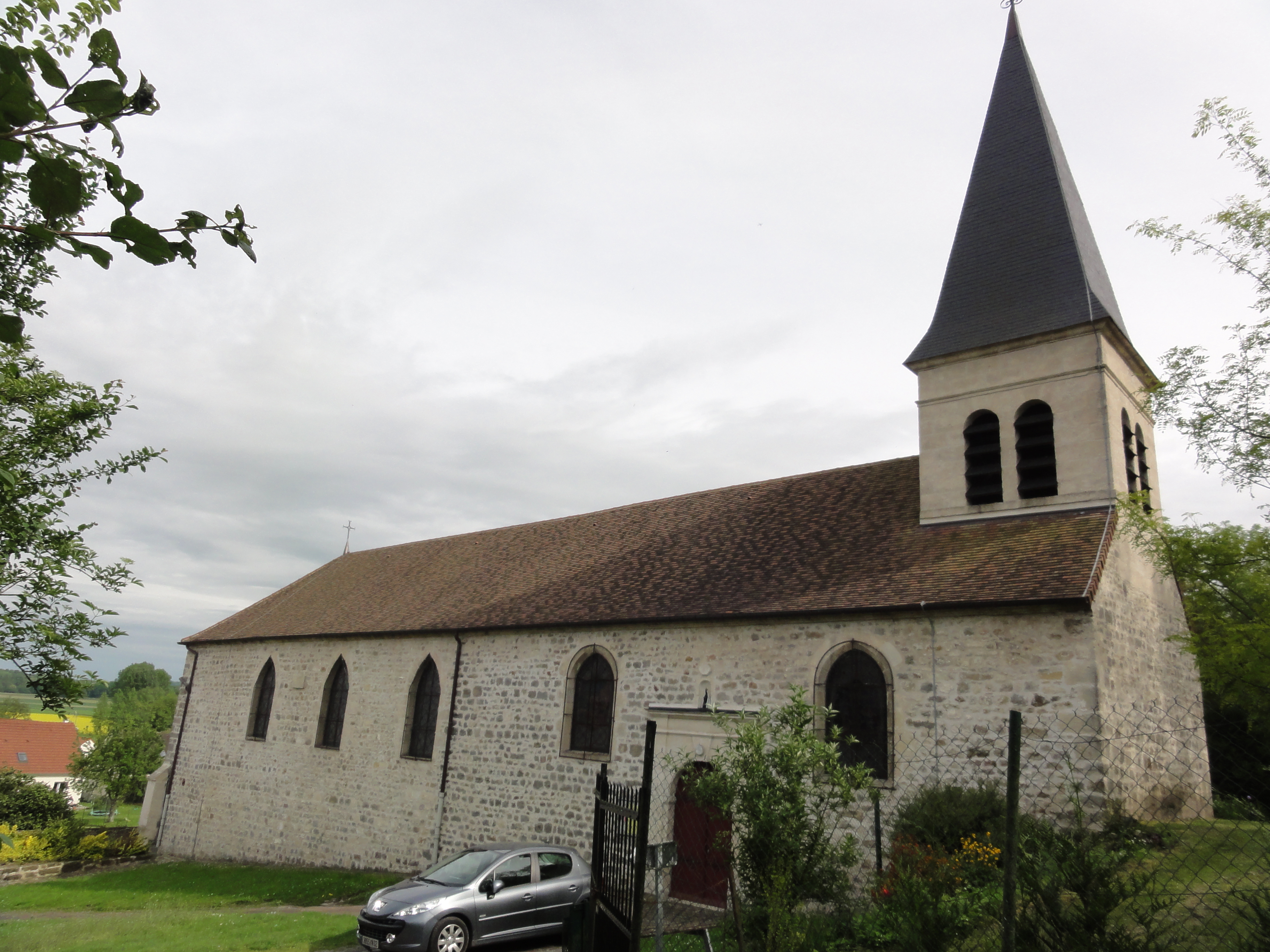
Kirche Notre-Dame-et-Saint-Nicolas
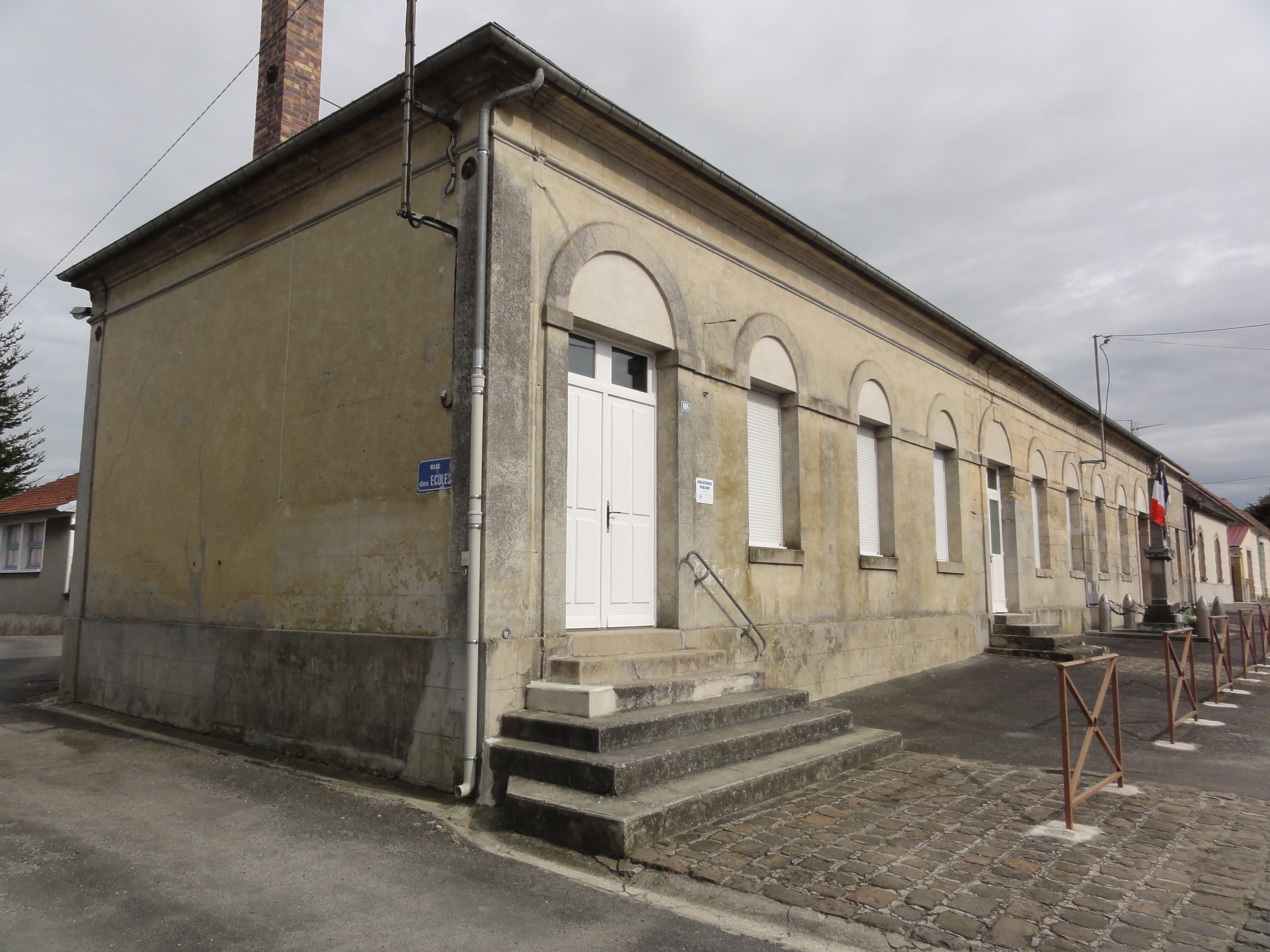
Schule und Bibliothek
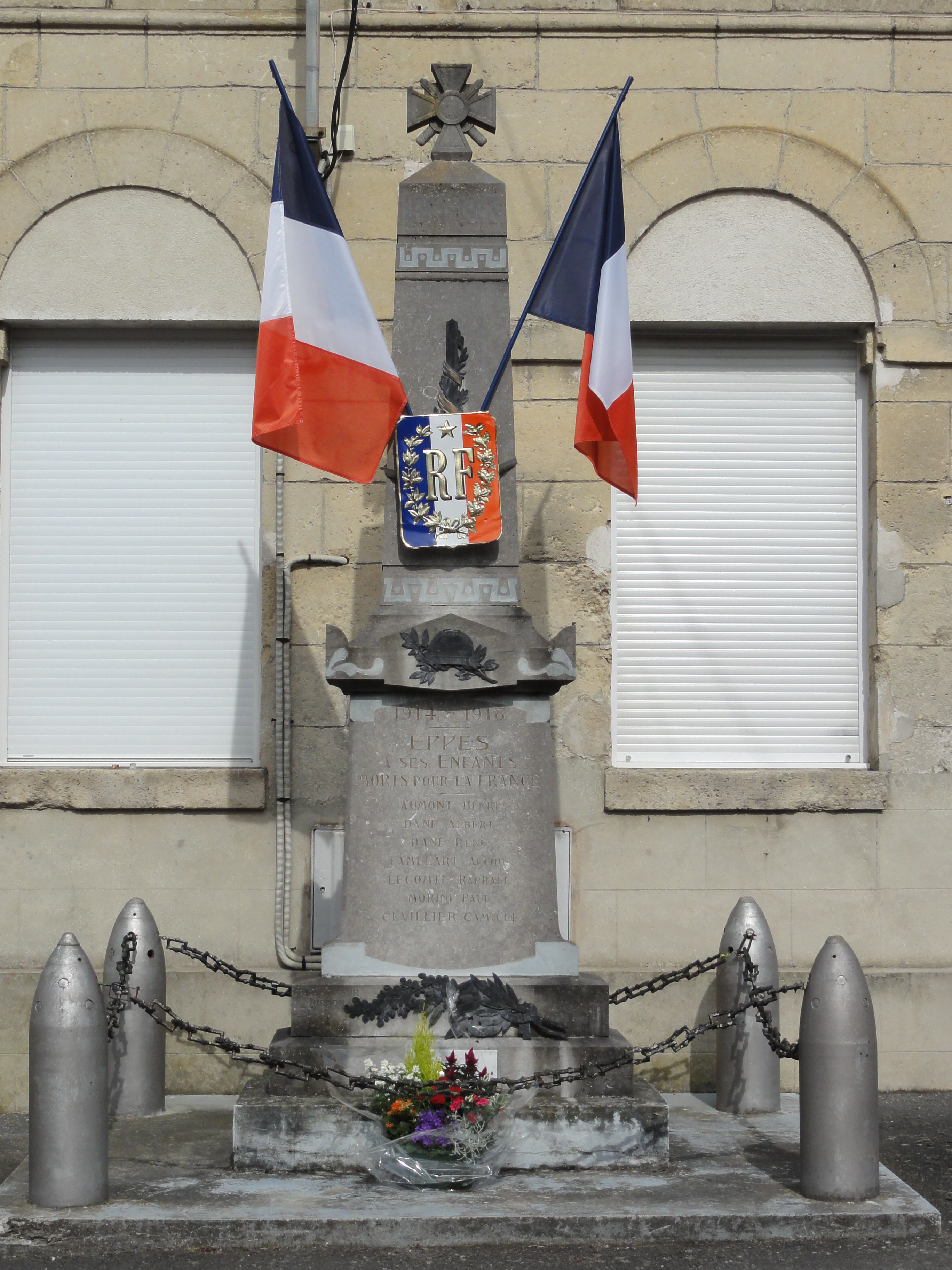
Gefallenendenkmal

- Kirche Notre-Dame-et-Saint-Nicolas
- Schule und Bibliothek
- Gefallenendenkmal